# Krzysztof Baculewski
Krzysztof Baculewski (* 16. Dezember 1950 in Warschau) ist ein polnischer Komponist und Musikpädagoge.

## Leben
Baculewski studierte bis 1974 an der Warschauer Musikhochschule bei Witold Rudziński Komposition und setzte seine Ausbildung bei Olivier Messiaen und in der Groupe de recherches musicales bei Pierre Schaeffer fort. Von 1977 bis 1980 unterrichtete er am musikwissenschaftlichen Institut der Universität Warschau. Seit 1980 unterrichtet er an der Warschauer Musikakademie Dirigieren und Musiktheorie, seit 2001 als Professor.
Baculewaki komponierte Kammermusik, Orchesterwerke, elektroakustische Musik und Bühnenwerke. Er verfasste zwei Bücher über zeitgenössische polnische Musik sowie Musikkritiken.

## Werke
- La terra incompareggiabile für Orgel, 1970–73
- Kubus Puchatek, Suite für hohe Stimme, Erzähler, Perkussionsinstrumente, Violine, Cello und Klavier, 1970
- Walc für Sextett und Dirigent, 1971
- Tryptyk grecki für gemischten Chor, 1971
- Sonata na perkusje solo, 1971
- Sonata pian' e forte für Bläserquartett und Perkussion, 1971–72
- Epitafium für Orchester, 1971–72
- Recytatyw, aria i choral für zwei Harfen, 1973
- Meander für Flöte solo, 1973
- Piesni do slów Salvatore Quasimodo für Bariton und Kammerorchester, 1973
- Introdukcja i podwójny choral für Klarinette, Posaune, Klavier und Cello, 1974
- Nowe wyzwolenie, musikalisches Drama nach Stanislaw Ignacy Witkiewicz, 1974
- Vivace e Cantilena für Flöte. Klavier und Streichquintett, 1974
- Noc, Kammerkantate nach Michelangelo, 1975
- Trois grâces für Orgel, 1975
- Is-Slottet für zwölf Instrumente, 1975
- Muzyka alabastrowa für Flöte und Harfe, 1977
- A'la recherche des harmonies perdues für Orchester, 1977
- Concertino für Klavier und Streichorchester oder Streichquintett, 1978
- Passacaglia. Quartetto per batteria, 1979
- Partita i für Altsaxophon und Cembalo, 1980
- Ground für Orchester, 1981
- Berceuse für Streichquartett, 1981
- Quartier latin, Stück im alten Stil für Tonband, 1981
- Sonata wiosenna für Flöte solo, 1982
- Taniec karpia z niedzwiedziem für Tuba und Kontrabass, 1982
- Koncert na orkiestre, 1982–83
- Suite de cheminée für zwei Akkordeons, 1984
- Streichquartett nr. 1, 1984
- Streichquartett nr. 2, 1985
- Sierpniowy relief für Sopran und Kammerensemble, 1985
- Deszczowy widok z werandy w cieply wieczór für Violine oder Cello solo, 1986
- Whole & Broken Consort für alte Instrumente, 1986
- Streichquartett nr. 3, 1986
- Quartetto per 12 strumenti, 1987
- Concerto armonico für Streichorchester, 1987
- Partita II für Violine und Klavier, 1988
- Trzydziesci trzy koledy für gemischten Chor a cappella, Solisten, Chor und Orchester, 1988–94
- Antitheton I für Violine, Cello und Klavier, 1989
- A Walking Shadow (In Memory Of Andrzej Krzanowski) für Sinfonieorchester, 1990
- Voyage à travers le paysage métaphysique für Tonband, 1992
- Capriccio piccolo in cinque movimenti für Flöte solo, 1992
- The Profane Anthem To Anne für Solostimmen, gemischten Chor, alte Instrumente und Continuo, 1993
- Motet na Boze Narodzenie für Solisten, Chor, Barockinstrumente und Continuo, 1993–94
- Rilke-Lieder für Sopran, Bass und zwei gemischte Chöre, 1994
- Nox ultima, nox beata, Motette für sechsstimmigen gemischten Chor, 1995
- Elegiae latinae. tu ne quaesieris für sechs Männerstimmen, 1995
- Antitheton II für Barockinstrumente, 1996
- Gloria für Alt und gemischten Chor, 1996
- Chansons romanesques et frivoles I für Stimme und Instrumentalensemble, 1998
- Sonata canonica für zwei Violinen, 1998
- Chansons romanesques et frivoles II für Sopran, Tenor, zwei Violinen und Continuo, 1998–2000
- Miserere für gemischten Chor, 1999
- Ozwodne i krzesane für gemischten Chor, 2000
- Carmina rei ultimae antiquitatis Kanate für Sopran, Bariton, Chor und Instrumentalensemble, 2001
- Les adieux, Kantate für Alt, Streichorchester und Harfe, 2001, 2008
- Etiudy für Klavier, 2006